# 芬顿 (纽约州)
芬顿（英語：Fenton）是美国纽约州布鲁姆县的一个镇，地处布鲁姆县东北部，同时也位于宾汉姆顿东北。2010年美国人口普查时，该镇有6674人。其名称来源于纽约州州长鲁本·芬顿。